# (200267) 1999 XG109
(200267) 1999 XG109 es un asteroide perteneciente al cinturón de asteroides, descubierto el 4 de diciembre de 1999 por el equipo del Catalina Sky Survey desde el Catalina Sky Survey, Arizona, Estados Unidos.

## Designación y nombre
Designado provisionalmente como 1999 XG109.

## Características orbitales
1999 XG109 está situado a una distancia media del Sol de 2,660 ua, pudiendo alejarse hasta 3,054 ua y acercarse hasta 2,266 ua. Su excentricidad es 0,147 y la inclinación orbital 4,479 grados. Emplea 1585,08 días en completar una órbita alrededor del Sol.

## Características físicas
La magnitud absoluta de 1999 XG109 es 15,8. Tiene 4 km de diámetro y su albedo se estima en 0,054. Está asignado al tipo espectral.